# 韋斯特米爾 (紐約州)
韋斯特米爾（英語：Westmere）是位於美國紐約州奧爾巴尼縣的普查規定居民點。

## 人口
根據2020年美國人口普查的數據，韋斯特米爾的面積為8.23平方千米，當中陸地面積為8.21平方千米，而水域面積為0.02平方千米。當地共有人口7560人，而人口密度為每平方千米918.59人。